# Álvaro Rubio Robres
Álvaro Rubio Robres, (nascut el 18 d'abril de 1979 a Logronyo), és un exfutbolista professional riojà que jugava com a migcampista. Posteriorment fa d'entrenador de futbol.